# マンノース-6-リン酸受容体
マンノース-6-リン酸受容体（マンノース-6-リンさんじゅようたい、英: mannose-6-phosohate receptor、略称: MPR）は、脊椎動物において酵素をリソソームへ標的化する膜貫通糖タンパク質である。
マンノース-6-リン酸受容体は、トランスゴルジ網に位置する新たに合成されたリソソーム加水分解酵素に結合し、それらをプレリソソーム区画へと輸送する。MPRには2種類存在し、1つは約300 kDa、もう1つは約46 kDaの二量体型受容体である。大きい方の受容体はカチオン非依存性マンノース-6-リン酸受容体（CI-MPR）、一方、小さい方の受容体はカチオン依存性マンノース-6-リン酸受容体（CD-MPR）と呼ばれ、リソソーム加水分解酵素の効率的な認識には二価カチオンを必要とする。ヒトのCD-MPRではリガンド結合に二価カチオンが必要不可欠であるわけではないが、名称はそのまま用いられている。
どちらの受容体も、糖鎖の末端に位置するマンノース-6-リン酸を同程度の親和性で結合し（CI-MPR = 7 μM, CD-MPR = 8 μM）、細胞質ドメインには細胞内輸送のための類似したシグナルが存在する。

## 歴史
エリザベス・ニューフェルドは、細胞内に複数の封入体が存在する患者の研究を行っていた。患者の細胞には大量の封入体（inclusion body）が存在するため、彼女はこの疾患をI-cell病と命名した。封入体は、分解されない物質で満たされたリソソームであった。ニューフェルドはまず、この患者ではリソソーム酵素の欠失が生じているに違いないと考えた。その後の研究によって、リソソームの酵素は全て合成されているが、誤った標的化がなされていることが示された。それらはリソソームへ送られるのではなく、分泌されていた。さらに、これらの誤って標的化された酵素はリン酸化が施されていないことが判明した。これらのことからニューフェルドは、リソソームへの標的化のためのマンノース-6-リン酸タグを特異的に付加する酵素の欠乏によってI-cell病が引き起こされていることを示唆した。
I-cell病の研究からは、この特異的タグに結合する受容体が発見された。まず、アフィニティークロマトグラフィーを用いてCI-MPRが発見され単離された。しかし、CI-MPRが存在しない場合でも、リソソーム酵素の一部はリソソームに到達することが発見された。そこからもう1つのマンノース-6-リン酸結合受容体であり、Mn2+などの二価カチオンの存在下でリガンドを結合するCD-MPRが同定された。
各受容体の遺伝子のクローニングと特徴づけがなされ、両者にはイントロン/エクソン境界の保存性や結合ドメインの相同性が存在することから、同じ祖先遺伝子から進化したものであると考えられた。

## 機能
MPRの主な機能は、リソソーム酵素のリソソームへの標的化である。

### 標的化機構
リソソーム酵素は他のさまざまな分泌タンパク質とともに粗面小胞体で合成される。特異的な認識タグは、有害なリソソームタンパク質の分泌を防ぎ、リソソームへの標的化を保証するために進化したものである。そのタグはマンノース-6-リン酸残基である。
粗面小胞体において、リソソーム酵素にはGlc3Man9GlcNAc2からなるオリゴ糖がひとまとめに転移される。リソソーム酵素表面のオリゴ糖は、小胞体からシスゴルジへと移行する過程で他の分泌タンパク質と同様にプロセシングされる。
シスゴルジでは、GlcNAcホスホトランスフェラーゼ（EC 2.7.8.17）がオリゴ糖内の特定のマンノース残基の6-ヒドロキシル基へGlcNAc-1-リン酸残基を付加する。これによって、Man-リン酸-GlcNAcホスホジエステルが形成される。ホスホジエステルが形成されると、リソソーム酵素はゴルジ体を通ってトランスゴルジへと移行する。トランスゴルジでは、ホスホジエステラーゼ（EC 3.1.4.45）がGlcNAc残基を除去することでマンノース-6-リン酸タグが露出し、リソソーム酵素はCI-MPRやCD-MPRに結合できるようになる。MPR-リソソーム酵素複合体は、COPII被覆小胞によって、エンドソームと呼ばれるプレリソソーム区画へ移行する。この分泌経路とは異なる標的化は、MPRの細胞質テールの特異的な選別シグナルや酸性クラスター/ジロイシンモチーフの存在によって達成される。どちらのMPRもpH 6–7で最も効率的にリガンドを結合する。そのため、トランスゴルジでリソソーム酵素を結合した受容体は、エンドソームの酸性環境でそれらを放出する。酵素はMPRから解離すると、エンドソームからリソソームへ移行し、そこでリン酸タグは除去される。
MPRはリソソームには存在せず、主にトランスゴルジ網とエンドソームの間を循環する。CI-MPRは細胞表面にも存在する。CI-MPRの10–20%は細胞膜に存在する。そこでの機能は、誤って分泌経路に入ってしまったマンノース-6-リン酸タグが付加された酵素の捕捉である。リソソーム酵素が結合すると、受容体は迅速にインターナリゼーションを行う。インターナリゼーションは細胞質テールに存在する選別シグナルであるYSKVモチーフによって媒介される。こうして有害なリソソーム酵素のリソソームへの標的化が保証されている。

### ノックアウトマウスの研究

#### CI-MPR
CI-MPRを欠くマウスは、心臓の過形成のために妊娠15日で死亡する。マウスはIGF-2のレベルを調節することができないため、異常な成長が生じる。IGF-2のアレルもノックアウトされた場合、マウスの死は防ぐことができる。また、胚はリソソーム酵素の標的化の欠陥も示し、リン酸化されたリソソーム酵素の羊水中のレベルが上昇する。CI-MPRが存在しない場合にはリソソーム酵素の約70%が分泌され、CD-MPRはこれを補償することができないことが示唆される。

#### CD-MPR
CD-MPRノックアウトマウスは、複数のリソソーム酵素の標的化に欠陥が生じることを除いて健康なようである。これらのマウスでは血中のリン酸化リソソーム酵素のレベルが上昇し、リソソームには分解されない物質が蓄積する。
こうしたノックアウトマウスを用いた研究からは、リソソームの効率的な標的化には双方の受容体が必要であることが導かれる。2つの異なるノックアウト細胞株では、分泌されるリソソーム酵素のセットは異なる。このことは、各MPRがリソソーム酵素のうちの一部と選択的に相互作用することを示唆している。

## 構造
CI-MPRとCD-MPRは構造的に異なる受容体であるが、どちらもI型膜貫通受容体である点は共通している。どちらの受容体も、N末端の大きな細胞質外ドメイン、1つの膜貫通ドメイン、そしてC末端の短い細胞質テールから構成される。細胞質テールには複数の選別シグナルが存在し、その一部はリン酸化またはパルミトイル化される場合がある。

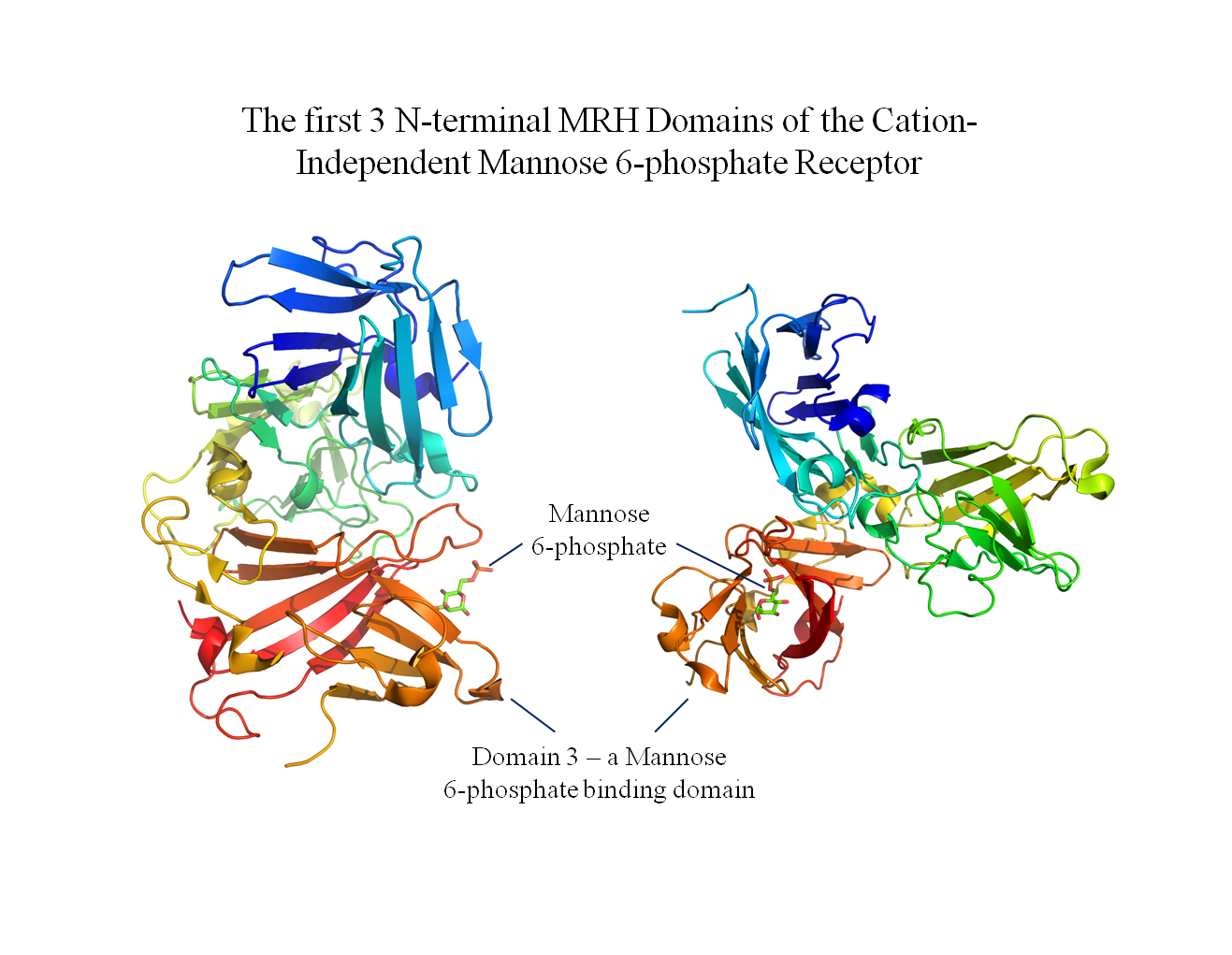
リガンドが結合したCI-MPRのN末端の最初の3つのドメイン（ドメイン1、2、3）。。

### CI-MPR
CI-MPRは約300 kDaである。N末端の細胞質外ドメインは15個の連続したP型レクチン認識ドメインが存在し、これらはMRH（mannose 6-phosphate receptor homology）ドメインと呼ばれる。これらのドメインはいずれも約150アミノ酸残基という同程度のサイズであり、14–38%の配列同一性を有し、ジスルフィド結合の形成に関与する6つの保存されたシステイン残基が存在することなどから相同である。
15個のドメインのうち7個はX線結晶構造解析によって構造が決定されており、同じフォールドを持つようである。CI-MPRは膜中で主に二量体として存在する。ドメイン3、5、9はマンノース-6-リン酸を結合することができ、ドメイン3、9は高い親和性で、ドメイン5は弱い親和性でのみ結合する。ドメイン5はMan-リン酸-GlcNAcホスホジエステルにも結合することが示されている。これはGlcNAc残基を除去する酵素の作用を逃れたリソソーム酵素にも結合できることを意味しており、細胞にとっての安全機構となる。これら3つのドメインを組み合わせることで、CI-MPRは広範囲のリン酸化糖鎖構造に結合する。ドメイン11はIGF-2に結合する。

### CD-MPR
CD-MPRはCI-MPRよりもずっと小さく、約46 kDaである。N末端の細胞質外ドメインにはP型レクチン認識ドメインが1つだけ存在する。CD-MPRは膜中で主に二量体として存在するが、単量体型や四量体型も同様に存在すると考えられている。さまざまなオリゴマー間の平衡は、pH、温度、マンノース-6-リン酸残基の存在の影響を受ける。各単量体には9本のストランドからなるβバレルが存在し、1つのマンノース-6-リン酸残基を結合する。

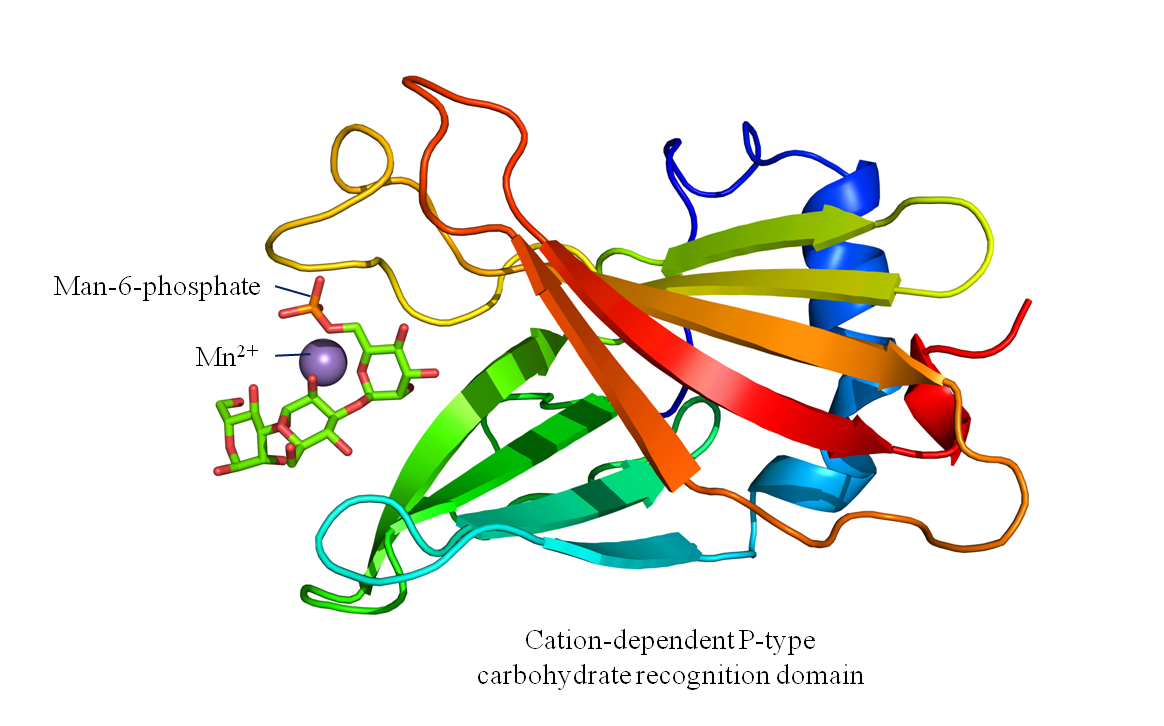
リガンドが結合したCD-MPRの構造。紫の球はカチオンMn^{2+}を表している。。

### マンノース-6-リン酸の結合
CI-MPRとCD-MPRは同様の方法でマンノース-6-リン酸を結合する。どちらも、マンノース残基に特徴的なヒドロキシル基と重要な残基の間で水素結合を形成する。2、3、4位のヒドロキシル基との水素結合によって、マンノースのみに対する特異的な認識が行われている。
どちらのMPRでも、リガンドの結合に必要不可欠な4つの残基は共通している。これらの残基のいずれか1つでも変異が生じると、マンノース-6-リン酸への結合が失われる。これらの残基は、グルタミン、アルギニン、グルタミン酸、チロシンであり、マンノース残基のヒドロキシル基と特異的に接触して水素結合を形成する。
リソソーム酵素にはさまざまなN-グリカン構造が存在し、タイプ（高マンノース型が混合型か）、サイズ、ホスホモノエステル（マンノース-6-リン酸）かホスホジエステル（Man-リン酸-GlcNAc）か、マンノース-6-リン酸タグの数、マンノース-6-リン酸タグの位置が異なる。CI-MPRとCD-MPRはさまざまな結合部位構造をとることで、こうしたさまざまなN-グリカン構造に結合する。MPRはわずかに異なる方法でリン酸基にも結合する。CI-MPRのドメイン3は、リン酸基部分への結合のためにSer386と固定された水分子を利用する。一方、CD-MPRはリン酸基と有利な水素結合を形成するためにAsp103、Asn104、His105残基を利用する。CD-MPRはリン酸基部分と有利な水素結合を形成する二価カチオンMn2+を含んでいる。

## CI-MPRとがん
CI-MPRとマンノース-6-リン酸との結合は確立されているが、CI-MPRがグリコシル化されていないIGF-2とも結合することを示唆する証拠が蓄積している。CI-MPRが細胞表面に存在する場合、ドメイン11は細胞外マトリックス中に存在するあらゆるIGF-2と結合すると考えられている。その後、CI-MPRの細胞質テールに存在するYSKVモチーフを介して、受容体はIGF-2とともに速やかにインターナリゼーションされる。その後、IGF-2はリソソームへ標的化され、分解される。こうして体内の遊離IGF-2レベルが調節されている。
CI-MPRのこの機能は、ノックアウトマウスを用いた研究から明らかにされた。CI-MPR欠損マウスは遊離IGF-2レベルが増加し、器官が肥大（約30%のサイズ増加）する。これらのマウスは心臓の過形成のため、妊娠15日で死亡する。マウスの死はIGF-2のアレルもノックアウトすることで防ぐことができる。CI-MPRとIGF-2アレルの双方がノックアウトされている場合、調節の必要な成長因子が存在しないためマウスの成長は正常である。
CI-MPRのIGF-2値調節能力から、がん抑制因子としての役割が示唆されている。複数のヒトのがんの研究では、CI-MPRの機能の喪失が腫瘍形成の進行と関係していることが示されている。CI-MPRの遺伝子座でのヘテロ接合性消失（LOH）が肝臓がんや乳がんなど複数のがんの種類で観察されている。しかしながら、CI-MPRとがんとの関係は比較的新しい概念であり、さらなる研究が必要である。

## 関連文献
- “Intracellular movement of two mannose 6-phosphate receptors: return to the Golgi apparatus”. J. Cell Biol. 106 (3):  617–28. (1988). doi:10.1083/jcb.106.3.617. PMC 2115106. PMID 2964450.
- “The 'cation-dependent' mannose 6-phosphate receptor binds ligands in the absence of divalent cations”. FEBS Lett 237 (1–2):  81–4. (1988). doi:10.1016/0014-5793(88)80176-5. PMID 2971570.
- “The insulin-like growth factor-II/mannose-6-phosphate receptor: structure, distribution and function in the central nervous system”. Brain Res. Brain Res. Rev. 44 (2–3):  117–40. (2004). doi:10.1016/j.brainresrev.2003.11.002. PMID 15003389.
- “Genomic structure of the human M6P/IGF2 receptor”. Mamm. Genome 10 (1):  74–7. (1999). doi:10.1007/s003359900947. PMID 9892739.
- “Altered expression of insulin-like growth factor II receptor in human pancreatic cancer”. Pancreas 15 (4):  367–73. (1997). doi:10.1097/00006676-199711000-00006. PMID 9361090.